# نلی فورتادو
نلی کیم فورتادو (به انگلیسی: Nelly Kim Furtado) ‏ (۲ دسامبر ۱۹۷۸) خواننده، آهنگساز، تهیه‌کننده و نوازندهٔ کانادایی است که تابعیت پرتغال را نیز دارا است.
او در سال ۲۰۰۰ با انتشار نخستین آلبوم خود به نام وای، نلی! (به انگلیسی: !Whoa, Nelly) به شهرت رسید که برنده شدن غیرمنتظره جایزه گرمی تک‌آهنگ «من مانند یک پرنده‌ام» (به انگلیسی: I'm like a bird) را برایش در پی داشت.

## آلبوم‌ها
- وا، نلی! (Whoa, Nelly!)
- فولکلور (Folklore)
- لوس (Loose)

## فیلم‌ها
- سی‌اس‌آی: نیویورک
- One Life to Live
- Floribella
- Nobody's Hero